# Geminoid

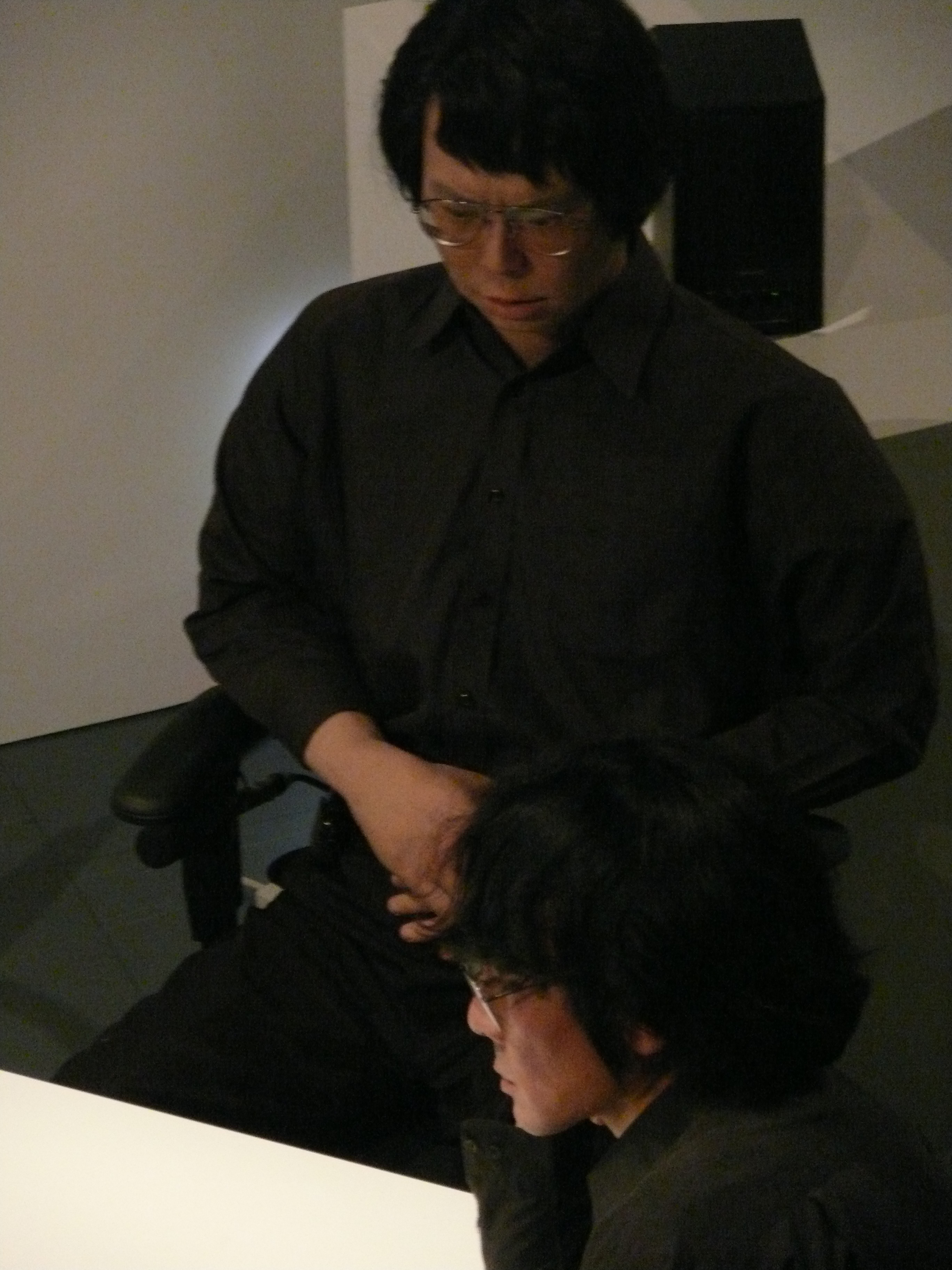
Хироси Исигуро и Geminoid HI-1 на AEC

Geminoid — актроид, созданный в июле 2006 года профессором Хироси Исигуро.
В разработке робота профессор Исигуро концентрировался на идее сделать робота, который будет максимально подобен живому человеку. Geminoid — это максимально точная копия профессора Хироси Исигуро. Как объясняют разработчики, идея дистанционного управления роботом состоит в так называемом телекоммуникационном взаимодействии, которое отвечает за доступ к Geminoid с помощью взаимодействия можно подключаться через интернет. Особенностью актроидов-геминоидов является то, что они способны совершать непроизвольные движения наподобие человеческих, имитировать человеческое дыхание, выражать эмоции с артикуляцией и изменением мимики лица, распознавать человеческую речь и интерактивно общаться в пределах совершенства программного обеспечения.

## Цель создания гуманоидного робота
Хироси Исигуро: «Прежде всего, это попытка при помощи андроида понять, кто такой человек. С помощью Геминоида мы можем присутствовать везде, где пожелаем. Мы также можем прикоснуться к очень философскому вопросу: что собой представляет присутствие человека? Где проходит граница между сознанием и телом. Это моя цель, вот почему я изучаю телеприсутствие человека в оболочке робота-андроида»

## Модели

### Geminoid HI-4
Geminoid HI-4 — дистанционно управляемый андроид, имеющий вид, аналогичный человеку — Хироси Исигуро. Geminoid HI-4 имеет 16 степеней свободы движения, с помощью которых андроид ведет себя, как реальный человек.
- Рост (высота): 140 см (в положении сидя), 180 см (в положении стоя)
- Ширина: 100 см
- Датчики: несколько осязательных датчиков
- Приводы головок: 16 пневматических приводов
- Управление: Внешняя система управления. Обтекаемые распределительные клапаны.
- Программное обеспечение: система бесконтактного управления
- Структура и материалы: пластмассовый череп, металлический скелет, полиуретановая пена, силиконовая кожа

### Geminoid HI-2
Geminoid HI-2 — дистанционно управляемый андроид, имеющий вид, аналогичный человеку — Хироси Исигуро. Geminoid HI-2 имеет 50 степеней свободы движения, с помощью которых андроид ведет себя, как реальный человек.
- Рост (высота): 140 см (в положении сидя), 180 см (в положении стоя)
- Ширина: 100 см
- Датчики: несколько осязательных датчиков
- Приводы головок: 50 пневматических приводов
- Управление: Внешняя система управления. Обтекаемые распределительные клапаны.
- Программное обеспечение: система бесконтактного управления
- Структура и материалы: пластмассовый череп, металлический скелет, полиуретановая пена, силиконовая кожа

### Geminoid F
Geminoid F — телеуправляемый андроид, имеющий вид, аналогичный женщине. Geminoid F имеет 12 степеней свободы движения, что делает его более дешёвым и легким по сравнению с Geminod HI-2
- Рост (высота): 95 см (в положении сидя), 165 см (в положении стоя)
- Ширина: 38 см
- Датчики: несколько осязательных датчиков
- Приводы головок: 12 пневматических приводов
- Управление: Внешняя система управления. Обтекаемые распределительные клапаны.
- Программное обеспечение: система бесконтактного управления
- Структура и материалы: пластмассовый череп, металлический скелет, полиуретановая пена, силиконовая кожа

## Особенности
Роботы данной модели способны к обучению. Робот управляется дистанционным компьютером, отличным от традиционных пультов управления мобильными и промышленными роботами, который передаёт «задачи» и «программы». Робот способен воспроизводить движения оператора. Также робот способен автономно управлять взглядом и незначительными движением тела.

## Назначение
Профессор Исигуро и другие создатели этих роботов говорят, что роботы уйдут с фабрик (заводов) и войдут в повседневную жизнь людей. Конечная цель проекта состоит в том, чтобы роботы смогли помогать людям со множеством задач — брать на себя домашние хлопоты, заботиться о пожилых людях, помогать с физиотерапией, контролировать больных в больницах, обучать детей, служить официантами в Starbucks. Но для того, чтобы роботов приняли в повседневную жизнь человека, им, вероятно, придётся стать намного более похожими на человека.